# 咖啡牛奶

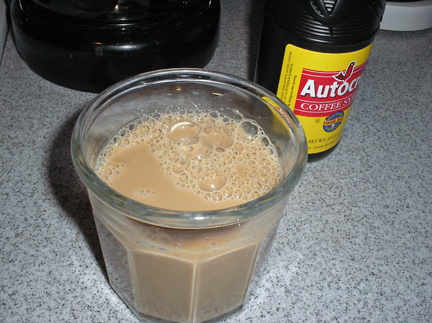
咖啡牛奶

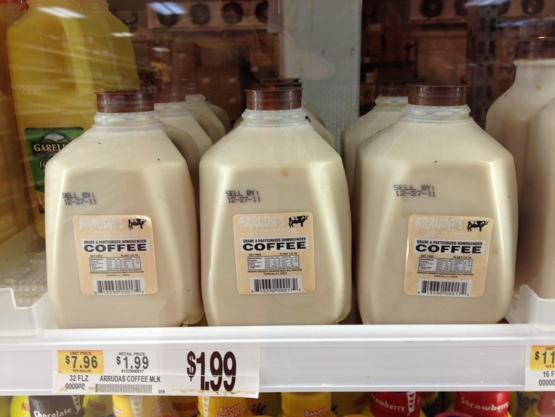
在超市里的咖啡牛奶

咖啡牛奶（Coffee milk）是一種混合咖啡糖漿及牛奶的飲料，以類似巧克力牛奶的製作方式調製而成，它也是美國羅德島州的官方飲料。咖啡糖漿是一種加糖後的咖啡濃縮液體，將咖啡渣透過水以及糖過濾而成，也是咖啡牛奶的主要原料之一。

## 历史

#### 羅德島
咖啡牛奶確切的起源尚不清楚，不過有一些資料顯示，這種飲料可以追溯到20世紀，由居住在羅德島的義大利移民引入美國；他們習慣喝加牛奶的甜咖啡，是咖啡牛奶的雛型 。咖啡牛奶在1930年左右为了一家餐馆招揽新顾客而发明，不久，它成为了罗德岛州和西南马萨诸塞州居民最喜爱的饮料。1993年，咖啡牛奶通過投票，成為新的羅德島州官方飲料，取代先前的德爾檸檬水，德爾檸檬水也是出自羅德島的產品。

## 連結
- Quahog.org article on the drink（页面存档备份，存于）
- State of Rhode Island General Laws, Section 42-4-15（页面存档备份，存于）